# Elysium Mons

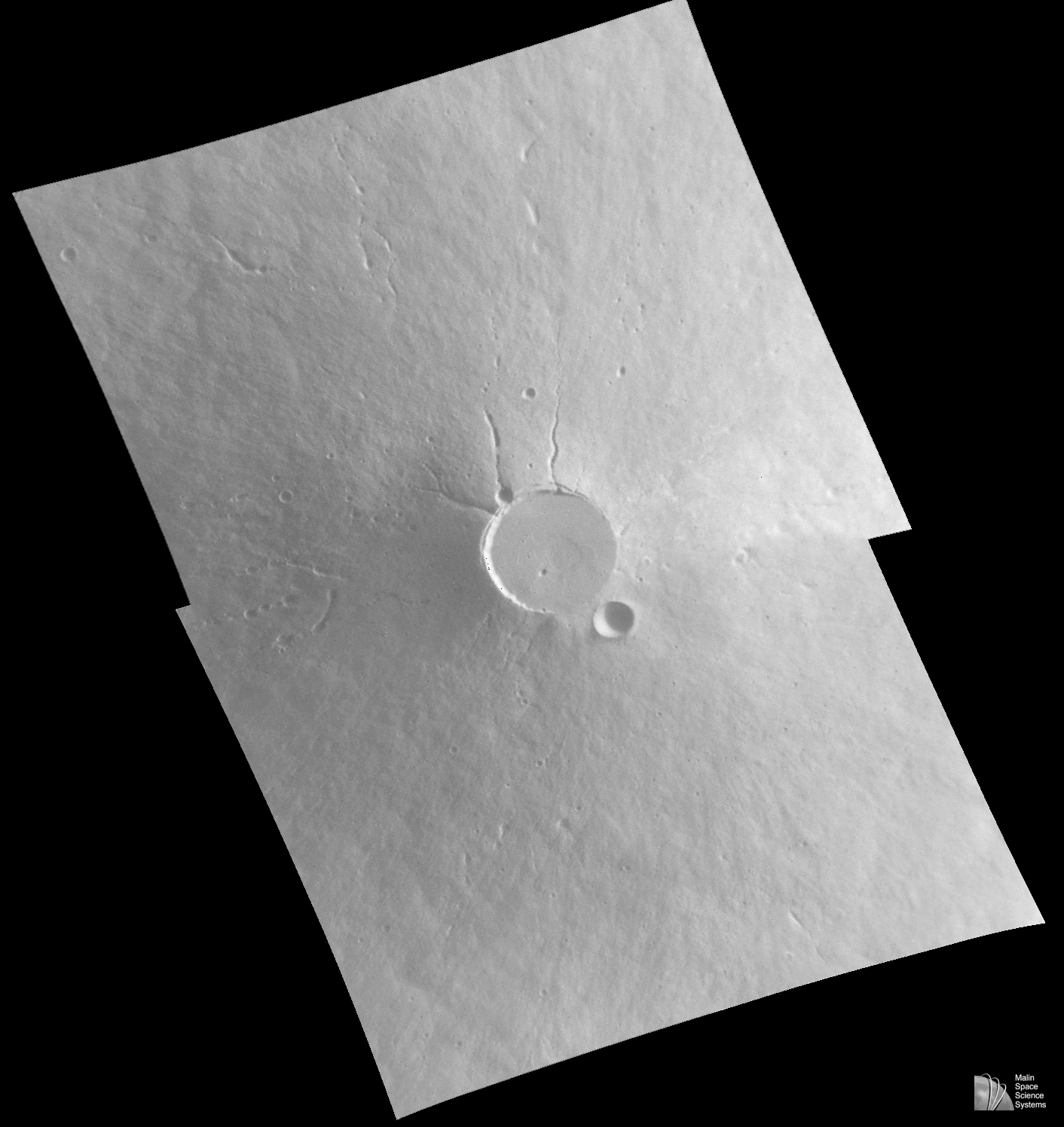
Montagem do Elysium Mons

O Elysium Mons é um vulcão em Marte localizado nas Elysium Planitia, nas coordenadas 25°N, 213°W, no hemisfério oriental de Marte. Esse vulcão se eleva 13.9 km acima das planícies magmáticas e 16 km acima do datum marciano. Seu diâmetro é de aproximadamente 240 km, com uma caldeira de 14 km de largura.
O Elysium Mons foi descoberto em 1972, tendo sido fotografado pela Mariner 9 na órbita de Marte.

## Geografia e geologia
Elysium Mons é o principal vulcão de Elysium Planitia, que por sua vez é a segunda região vulcânica mais importante de Marte, após Tharsis. Dois outros vulcões se situam na vizinhança imediata, Hecates Tholus ao nordeste e Albor Tholus ao sudeste, enquanto um terceiro, Apollinaris Mons, se encontra ao lado bem mais distante a sudeste, do outro lado de Elysium Planitia. Estes vulcões são menos efusivos que aqueles de Tharsis e seriam aparentados aos estratovulcões, em aparência, na Terra, ao Pinatubo ou ao Monte Pelée.